# Гильмутдинов, Альберт Харисович
Альбе́рт Харисович Гильмутди́нов (тат. Альберт Харис улы Гыйльметдинов; род. 27 июля 1956 года, Казань, СССР) — российский физик, доктор физико-математических наук, ректор Казанского национального исследовательского технического университета им. А. Н. Туполева (КНИТУ-КАИ) (с марта 2013 года по апрель 2021 года). Член-корреспондент Академии наук Республики Татарстан (2008 год), профессор кафедры общей физики КГУ. Министр образования и науки Республики Татарстан (с 17 марта 2009 года по 20 сентября 2012 года).

## Биография
Альберт Гильмутдинов родился 27 июля 1956 года в Казани. В 1978 году окончил физический факультет Казанского государственного университета.
В 1984—2000 годах — ассистент, доцент кафедры общей физики Казанского государственного университета.
В 1991—1998 годах приглашенным профессором работал в ведущих университетах США, Канады и Европы.
В 2000—2007 годах — профессор кафедры общей физики КГУ. В 2007 году окончил Академию народного хозяйства при Правительстве Российской Федерации по направлению «Основы коммерциализации технологий».
В 2007—2008 годах был заместителем министра образования и науки Республики Татарстан.
17 марта 2009 года Президент Татарстана Минтимер Шаймиев подписал указ о назначении Альберта Гильмутдинова на должность министра образования и науки Республики Татарстан. 20 сентября 2012 года отправлен в отставку с формулировкой «в связи с переходом на другую работу».
20 сентября 2012 года Президент Татарстана Рустам Минниханов предложил учёному совету Казанского национального исследовательского технического университета им. А. Н. Туполева (КНИТУ-КАИ) рассмотреть Альберта Гильмутдинова на пост исполняющего обязанности ректора вуза. Его кандидатура была одобрена. С 21 сентября 2012 года по 15 апреля 2013 года он занимал должность исполняющего обязанности ректора КНИТУ-КАИ.
В 2013—2021 годах — ректор КНИТУ-КАИ.
С 15 мая 2021 года по настоящее время является помощником Раиса Республики Татарстан.
С марта 2017 года — вице-президент Ассоциации технических университетов.

## Награды
- Медаль ордена «За заслуги перед Отечеством» II степени (2017)[5]
- Государственная премия Республики Татарстан в области науки и техники (2010)
- Почетный профессор Уханьского университета (Китай, 2007)
- «Заслуженный деятель науки Республики Татарстан» (2007)
- Медаль и международная премия им. Йохануса Маркуса Марси «За наиболее значительный вклад в развитие спектроскопии» (1998)
- Лауреат международной премии по атомной спектроскопии Atomic Spectroscopy Award «За важный вклад в атомную спектроскопию» (1995)
- Серебряная медаль Академии наук Республики Татарстан «За достижения в науке» (2016 год)[6].

## Книги и публикации
- Гильмутдинов, Альберт Харисович. Уроки лидерства: курс личностного развития / А. Х. Гильмутдинов, А. А. Гильмутдинова ; Мин-во образ-я и науки РФ, ФГБОУ ВПО КНИТУ-КАИ им. А. Н. Туполева. — Казань : Изд-во КНИТУ-КАИ, 2016. — 260 с.
- М. В. Морозов, А. Х. Гильмутдинов, М. Х. Салахов, «Влияние шероховатости поверхности на электрохимическую активность никелевых электродов», Учен. зап. Казан. ун-та. Сер. Физ.-матем. науки, (2013), 119—126
- А. Х. Гильмутдинов, К. Ю. Нагулин, И. В. Цивильский, «Атомизация вещества в двухстадийном термохимическом реакторе для аналитической спектрометрии», Учен. зап. Казан. ун-та. Сер. Физ.-матем. науки, (2011), 71-84
- М. В. Морозов, А. Е. Староверов, А. Х. Гильмутдинов, М. Х. Салахов, «Трехмерная структура электромагнитных полей в индуктивно-связанной плазме», Учён. зап. Казан. гос. ун-та. Сер. Физ.-матем. науки, (2008), 67-72
- Ориентация оси электромагнитного поля винтового индуктора для индуктивно-связанной плазмы. Р. А. Ибрагимов; А. Е. Староверов; А. Х. Гильмутдинов // Ученые записки КФУ. Физико-математические науки 2008 N3
- А. Х. Гильмутдинов, А. В. Волошин, К. Ю. Нагулин, «Атомно-абсорбционная спектрометрия с пространственным разрешением» // Успехи химии, (2006), 339—353